# Heteragrion cyane
Heteragrion cyane é uma espécie de libélula da família Megapodagrionidae que é endêmica, isto é, ocorre exclusivamente, no Brasil.
Sua distribuição é restrita a um fragmento de mata ciliar chamado Mata do Baú, próximo ao Rio das Mortes, no município de Barroso, região do Campo das Vertentes, estado de Minas Gerais. A espécie foi descrita pelos zoólogos Angelo Machado e Marcos Magalhães de Souza, este um natural de Barroso.